# ホンダ・RA168E

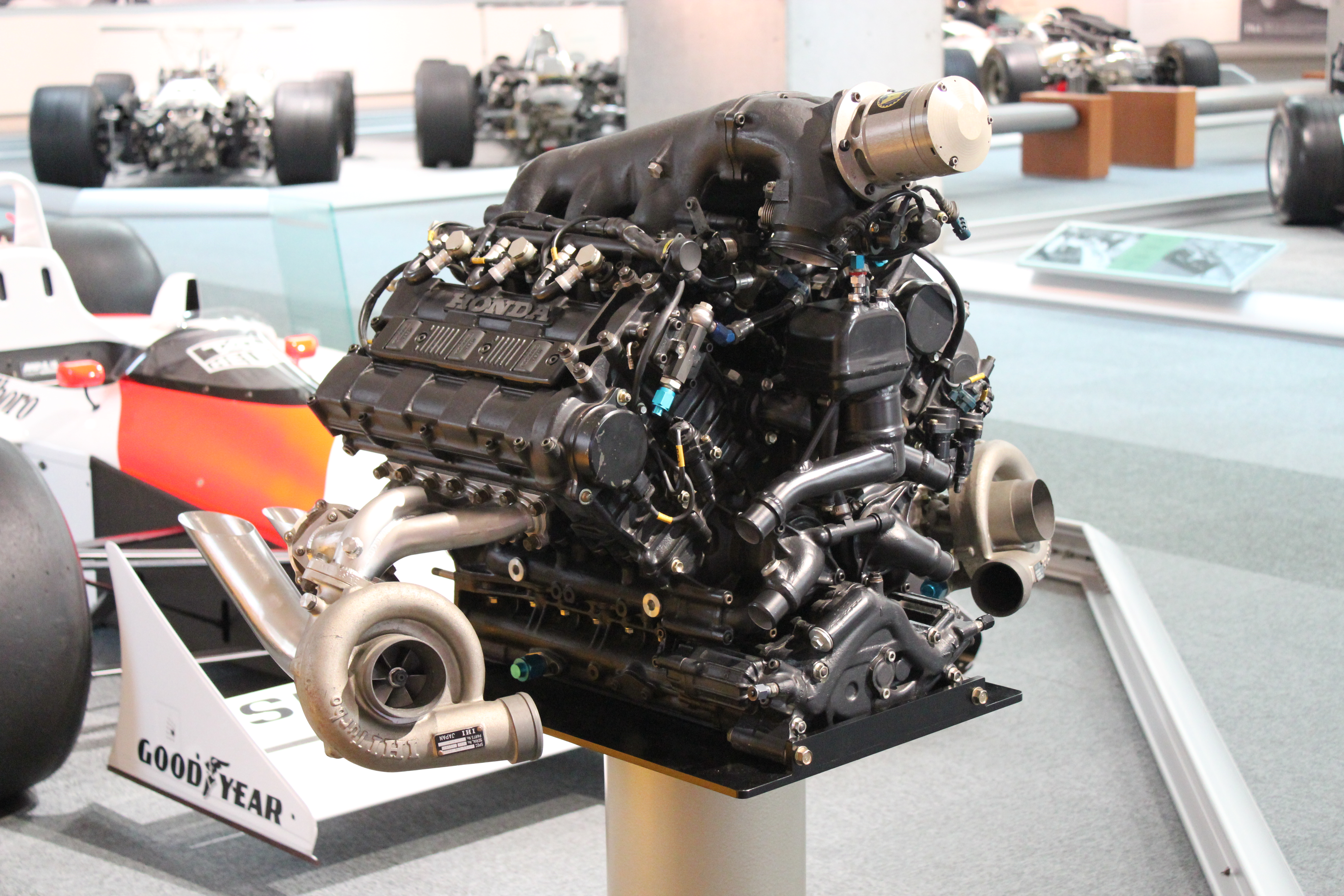
ホンダRA168E

ホンダ・RA168Eは、本田技研工業が本田技術研究所に特別委託し開発したフォーミュラ1用エンジンである。

## 概要
1988年にフォーミュラ1に供給するために開発された、ホンダF1の第2期で最後の1.5L V6 ツインターボエンジンである。基本的には1985年に投入されたRA165Eから連なる系列に属する。
レギュレーションの変更により過給圧や燃料搭載量の制限が厳しくなる中（詳細は1988年のF1世界選手権を参照）、より高い熱効率を得るために、前年に対し圧縮比が高められ、ボア・ストローク比がロングストローク寄りに変更された。

## スペック
- エンジン形式：水冷V型6気筒DOHC24バルブ
- バンク角：80度
- 総排気量：1,494cc
- ボア×ストローク：79.0mm × 50.8mm
- 圧縮比：9.4
- 最大過給圧：2.5bar
- 最大出力：685PS/12,300rpm
- 燃料：トルエン84%＋ノルマルヘプタン16%

## 搭載マシン
- マクラーレン
  - マクラーレン・MP4/4
- チーム・ロータス
  - ロータス・100T